# Guillermo Arsenio de Izaga
Guillermo Arsenio de Izaga y Ojembarrena (Orduña, febrero de 1885-Madrid, 15 de febrero de 1951) fue un bibliotecario, periodista y publicista español, defensor del carlismo.

## Biografía
Nació en febrero de 1885 en Orduña (Vizcaya), hijo de Timoteo Izaga Salmantón y Petra Ojembarrena Montalbán. Estudió en el Colegio de Estudios Superiores de Deusto, donde coincidió con Ángel Herrera Oria. Posteriormente se doctoró en Derecho y Filosofía y Letras por la Universidad de Salamanca. Tras ganar unas oposiciones, ingresó en el Cuerpo de Archiveros, Bibliotecarios y Arqueólogos. Comenzó su actividad profesional como bibliotecario de la Universidad de Medicina de Madrid, pasando pronto a la de la Real Academia de la Historia, en la que permaneció toda su vida, destacándose por el conocimiento de los fondos y de la historia de la misma. 
Militante tradicionalista desde su juventud, fue director en Madrid de los semanarios Juventud Tradicionalista (1912-1919), El Restaurador (1920) y Hoja de las Juventudes (1920). Tras el cisma mellista, participó en la Junta jaimista de Biarritz de 1919. En mayo de 1920 fue nombrado director del órgano oficial de la Comunión Tradicionalista, El Correo Español, ejerciendo este cargo hasta la desaparición del diario en noviembre del año siguiente. En julio de 1929 fue llamado a dirigir el semanario El Cruzado Español, órgano del jaimismo en Castilla la Nueva, hasta que en 1932 fue sustituido por Bruno Ramos Martínez.
Al estallar la Guerra Civil Española, fue apresado por las autoridades de la zona republicana y temió su fusilamiento, aunque este no llegó a producirse. Durante su cautiverio se esforzó por mantener y avivar el fervor religioso y patriótico de los demás prisioneros, escribiendo composiciones devotas, además de sus memorias, que publicaría en 1940 con el título Los presos de Madrid (1940), en las que escribiría:

«Tenéis que convenir, por lógica e ineluctable consecuencia de los hechos, en que al morir por lo que murieron, fueron todos mártires de Cristo y mártires de España... ¡No los olvidéis nunca! Rendidles en el santuario de vuestro hogar el cotidiano tributo de vuestro piadoso recuerdo y de vuestras preces fervorosas, grabad en el corazón de vuestros hijos la veneración a su memoria y esculpid en su inteligencia la convicción de que ellos reinan después de morir, de que ellos ganan batallas después de muertos».

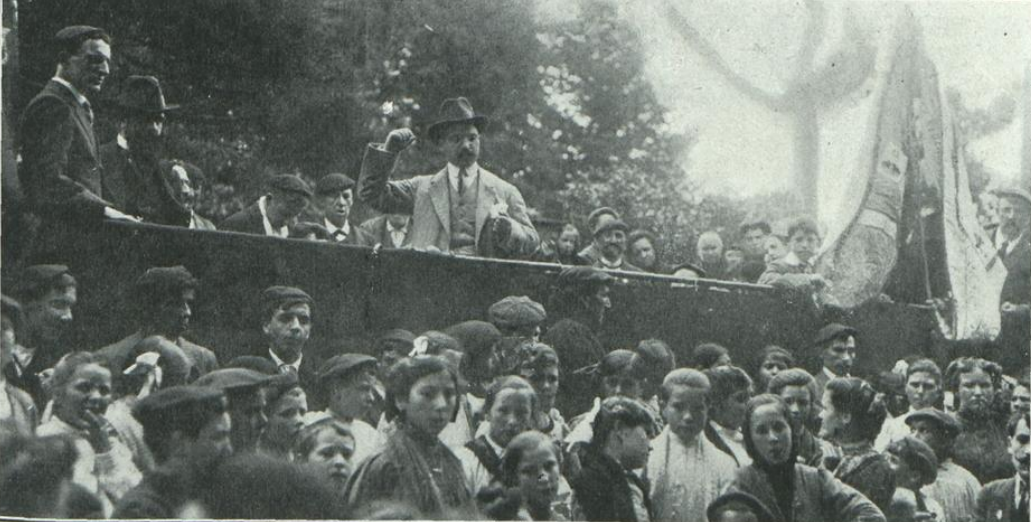
Arsenio Izaga pronunciando un discurso en nombre de la Juventud Tradicionalista de Orduña (1911)

Después de la guerra fue redactor jefe de la Sección primera de la revista Bibliotheca Hispana, del Instituto Nicolás Antonio, del CSIC, donde publicó diversos artículos, además de las obras La bibliografía de orientación religiosa-móral. Estudio especial de la infantil y Orientaciones biblioteconómicas: Las bibliotecas norteamericanas. Su organización, su funcionamiento y sus enseñanzas (1950). 
Contribuyó en el proceso de beatificación de Pedro de Bardeci, natural de Orduña, escribiendo La humildad exaltada o fray Pedro de Bardeci, venerable de la Orden de San Francisco y gloria de Orduña (1950), con el seudónimo de G. Regino de Asaiza. Al morir dejó inéditos un Diccionario de seudónimos, unos Apuntes para la historia de Orduña y un trabajo sobre Balmes. Empleó diversos seudónimos o anagramas para sus obras, entre ellos, Modestinus, Guillen de Vinatea, El Licenciado Poza, Regino de Asaiza, Iñigo de Vasconia, El Doctor Montalbán, el Marqués de la Fortaleza, Guiario y Ego sum.

## Obras
- El Catecismo del verdadero español
- El Programa Tradicionalista
- Las Cortes Españolas (1905)
- Los conciertos económicos vascongados (1909)
- Balmes, periodista (1911)
- Junta Magna de Biarritz (1919)
- La Tradición y Euskeria (1931)
- La sucesión legítima de la Monarquía española, según el pensamiento de la princesa de Beira (1935)
- La usurpación de un trono (1940)
- Los presos de Madrid: Recuerdos e impresiones de un cautivo de la zona roja (1940)
- La bibliografía de orientación religiosa-móral. Estudio especial de la infantil (1947)
- Orientaciones biblioteconómicas. Las bibliotecas norteamericanas. Su organización, su funcionamiento y sus enseñanzas (1950)
- La humildad exaltada o fray Pedro de Bardeci, venerable de la Orden de San Francisco y gloria de Orduña (1950)